# Marruecos en los Juegos Paralímpicos de Atlanta 1996
Marruecos estuvo representado en los Juegos Paralímpicos de Atlanta 1996 por cuatro deportistas masculinos. El equipo paralímpico marroquí no obtuvo ninguna medalla en estos Juegos.